# E-Rotic
E-Rotic é um grupo alemão de eurodance formado em 1994 por Lyane Hegemann e Stephen Appleton.

## Discografia

### Álbuns de estúdio
| Sex Affairs                                                                       | - Lançado: 29 de maio de 1995 - Gravadora: Intercord (Blow Up) - Formatos: CD, LP, Cassete        | 15 | 15 | 1 | 45 | 74 | 26 | - FIN: Platina - JPN: Ouro |
| The Power of Sex                                                                  | - Lançado: 27 de junho de 1996 - Gravadora: Intercord (Blow Up) - Formatos: CD, LP, Cassete       | 47 | 18 | 2 | 48 | —  | 18 | - FIN: Platina - JPN: Ouro |
| Sexual Madness                                                                    | - Lançado: 1997 - Gravadora: Intercord (Blow Up) - Formatos: CD, LP, Cassete                      | —  | —  | 6 | 32 | —  | —  |                            |
| Thank You for the Music                                                           | - Lançado: 17 de outubro de 1997 - Gravadora: EMI (Blow Up) - Formatos: CD, LP, Cassete           | 93 | —  | — | 37 | —  | —  |                            |
| Kiss Me                                                                           | - Lançado: 15 de novembro de 1999 - Gravadora: Sony (Jupiter) - Formatos: CD, LP, Cassete         | —  | —  | — | 30 | —  | —  |                            |
| Gimme, Gimme, Gimme                                                               | - Lançado: 17 de abril de 2000 - Gravadora: Sony (Jupiter) - Formatos: CD, Cassete                | —  | —  | — | 27 | —  | —  |                            |
| Sexual Healing                                                                    | - Laçado: 9 de maio de 2001 - Gravadora: Intercord - Formatos: CD, Cassete                        | —  | —  | — | 45 | —  | —  |                            |
| Sex Generation                                                                    | - Lançado: 26 de novembro de 2001 - Gravadora: E-Park Music (Rough Trade) - Formatos: CD, Cassete | —  | —  | — | 90 | —  | —  |                            |
| Cocktail E-Rotic                                                                  | - Lançado: 9 de julho de 2003 - Gravadora: Avex Trax - Formatos: CD, Cassete                      | —  | —  | — | —  | —  | —  |                            |
| "—" denota álbuns que não foram lançados naquele país ou não chegaram às paradas. |                                                                                                   |    |    |   |    |    |    |                            |

### Álbuns remix
- 2000: Dancemania Presents E-Rotic Megamix (27 de setembro de 2000)
- 2003: Total Recall (5 de fevereiro de 2003; relançado em 8 de setembro de 2011)

### Álbuns de compilação
- 1998: Greatest Tits – The Best of E-Rotic
- 2001: The Very Best of E-Rotic
- 2002: The Collection

### Singles
| Título                                                                             | Ano  | Posições | Posições | Posições | Posições | Posições | Posições | Posições | Posições | Posições | Posições | Certificações | Álbum                               |
| Título                                                                             | Ano  | GER      | AUT      | BEL (VL) | FIN      | FRA      | NLD      | NOR      | SWE      | SWI      | UK       | Certificações | Álbum                               |
| ---------------------------------------------------------------------------------- | ---- | -------- | -------- | -------- | -------- | -------- | -------- | -------- | -------- | -------- | -------- | ------------- | ----------------------------------- |
| "Max Don't Have Sex With Your Ex"                                                  | 1994 | 7        | 12       | 8        | 15       | 20       | 4        | —        | —        | 14       | 45       | - GER: Ouro   | Sex Affairs                         |
| "Fred Come to Bed"                                                                 | 1995 | 3        | 5        | 11       | 6        | 18       | 12       | —        | 30       | 6        | 90       | - GER: Ouro   | Sex Affairs                         |
| "Sex on the Phone"                                                                 | 1995 | 6        | 2        | 43       | 10       | 30       | —        | 18       | 40       | 30       | —        |               | Sex Affairs                         |
| "Willy Use a Billy... Boy"                                                         | 1995 | 11       | 5        | —        | 5        | —        | —        | —        | 51       | 20       | —        | - GER: Ouro   | The Power of Sex                    |
| "Help Me Dr. Dick"                                                                 | 1996 | 23       | 18       | —        | 5        | —        | —        | —        | —        | —        | —        |               | The Power of Sex                    |
| "Fritz Love My Tits"                                                               | 1996 | 28       | 16       | —        | 2        | —        | —        | —        | —        | 35       | —        |               | The Power of Sex                    |
| "Gimme Good Sex"                                                                   | 1996 | —        | —        | —        | 17       | —        | —        | —        | —        | —        | —        |               | The Power of Sex                    |
| "Turn Me On"                                                                       | 1997 | —        | —        | —        | 7        | —        | —        | —        | —        | —        | —        |               | Sexual Madness                      |
| "hank You for the Music"                                                           | 1997 | —        | —        | —        | —        | —        | —        | —        | —        | —        | —        |               | Thank You for the Music             |
| "The Winner Takes It All"                                                          | 1997 | 84       | —        | —        | —        | —        | —        | —        | —        | —        | —        |               | Thank You for the Music             |
| "Baby Please Me"                                                                   | 1998 | —        | —        | —        | —        | —        | —        | —        | —        | —        | —        |               | Greatest Tits – The Best of E-Rotic |
| "Don't Say We're Through"                                                          | 1999 | —        | —        | —        | —        | —        | —        | —        | —        | —        | —        |               | Sexual Madness                      |
| "Oh Nick Please Not So Quick"                                                      | 1999 | —        | —        | —        | —        | —        | —        | —        | —        | —        | —        |               | Kiss Me                             |
| "Kiss Me"                                                                          | 1999 | —        | —        | —        | —        | —        | —        | —        | —        | —        | —        |               | Kiss Me                             |
| "Mambo No. Sex"                                                                    | 1999 | —        | —        | —        | —        | —        | —        | —        | —        | —        | —        |               | Kiss Me                             |
| "Gimme, Gimme, Gimme"                                                              | 2000 | —        | —        | —        | —        | —        | —        | —        | —        | —        | —        |               | Gimme, Gimme, Gimme                 |
| "Queen of Light"                                                                   | 2000 | —        | —        | —        | —        | —        | —        | —        | —        | —        | —        |               | Gimme, Gimme, Gimme                 |
| "Missing You"                                                                      | 2000 | —        | —        | —        | —        | —        | —        | —        | —        | —        | —        |               | Gimme, Gimme, Gimme                 |
| "Don't Make Me Wet"                                                                | 2000 | —        | —        | —        | —        | —        | —        | —        | —        | —        | —        |               | Gimme, Gimme, Gimme                 |
| "L.O.V.E. (Sex on the Beach)"Predefinição:Nota de radapé                           | 2001 | —        | —        | —        | —        | —        | —        | —        | —        | —        | —        |               | Sexual Healing                      |
| "Billy Jive (With Willy's Wife)"                                                   | 2001 | —        | —        | —        | —        | —        | —        | —        | —        | —        | —        |               | Sex Generation                      |
| "King Kong"                                                                        | 2001 | —        | —        | —        | —        | —        | —        | —        | —        | —        | —        |               | Sex Generation                      |
| "Mi Amante"                                                                        | 2002 | —        | —        | —        | —        | —        | —        | —        | —        | —        | —        |               | Sex Generation                      |
| "Heartbreaker"                                                                     | 2003 | —        | —        | —        | —        | —        | —        | —        | —        | —        | —        |               | Cocktail E-Rotic                    |
| "Video Starlet"                                                                    | 2016 | 109      | —        | —        | —        | —        | —        | —        | —        | —        | —        |               |                                     |
| "—" denota singles que não foram lançados naquele país ou não chegaram às paradas. |      |          |          |          |          |          |          |          |          |          |          |               |                                     |

### Singles promocionais
| "Who Wants to Live Forever"                                                                     | 1996 | —  | Queen Dance Traxx                   |
| "Die geilste Single der Welt"                                                                   | 1998 | —  | Greatest Tits – The Best of E-Rotic |
| "Max Don't Have Sex with Your Ex (2003 Dance Mix)"                                              | 2003 | 86 | Total Recall                        |
| "—" denota singles promocionais que não foram lançados naquele país ou não chegaram às paradas. |      |    |                                     |

### Colaborações
| "Love Message" (com Masterboy, Fun Factoryy, Mr. President, Scooter e Worlds Apart) | 1996 | 4 | — |
| "—" denota singles que não foram lançados naquele país ou não chegaram às paradas.  |      |   |   |